# Dinastia sa'diana
La dinastia sa'diana - la cui denominazione è semplificata in italiano in dinastia sadiana - anche detta sa'dide o saadita (in arabo ﺳﻌﺪيون‎?, Saʿdiyyūn), regnò nei territori del Maghreb al-Aqsa che oggi fanno parte dell'attuale Marocco - iniziò con il regno del sultano Muhammad al-Shaykh nel 1554, quando questi riuscì a sconfiggere l'ultimo sultano wattaside Ali Abu Hassun nella battaglia di Tadla.

## Storia
Dal 1509 al 1554 hanno regnato solamente nel sud del Marocco, ufficialmente dal 1527, con il trattato di Tadla. Il Sultanato sa'dide terminò nel 1659, con la fine del regno del sultano Aḥmad al-ʿAbbās.

### Origini

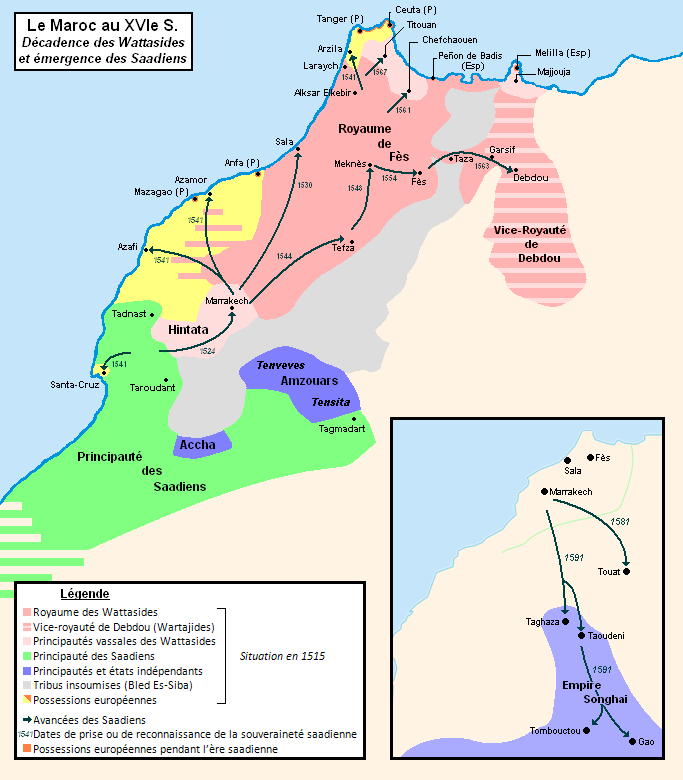
Dinastia Sa'diana in verde, inizi del sultanato

La famiglia sa'diana rivendica la propria discendenza da Maometto attraverso la linea di sua figlia Fāṭima Zahrāʾ e di ʿAlī b. Abī Ṭālib, cugino del Profeta. I sa'diani provengono da Tagmadert, nella valle del fiume Draa. Il villaggio della famiglia d'origine nella valle del Draa fu Tidzi (uno ksar, circa 10 km a nord di Zagora). I sa'diani rivendicano le origini sceriffiane attraverso l'antenato di Yanbuʿ al-Bahr rendendo il sufismo molto seguito nel Magreb. Il nome "sa'dide" o "sa'diano", che qualcuno pensa derivi da "saʿāda", che significa "contentezza" o "salvezza", in realtà proviene dal nome della tribù dei Banū Saʿd (Figli di Saʿd), cui si richiamava esplicitamente la dinastia, contrastata dai loro avversari che negavano loro la qualifica di shurafāʾ (pl. di sharīf) e la loro discendenza hasanide, affermando per contro che i sa'diani traevano origine da Ḥalīma Saʿdiyya, una beduina che fu balia di Maometto. Un altro nome col quale sono ricordati è Banū Zaydān (shurafāʾ di Tagmadert).
Il sultano più famoso fu Aḥmad al-Manṣūr (1578–1603), contemporaneo di Elisabetta I d'Inghilterra che costruì il palazzo El Badi e conquistò l'Impero Songhai.

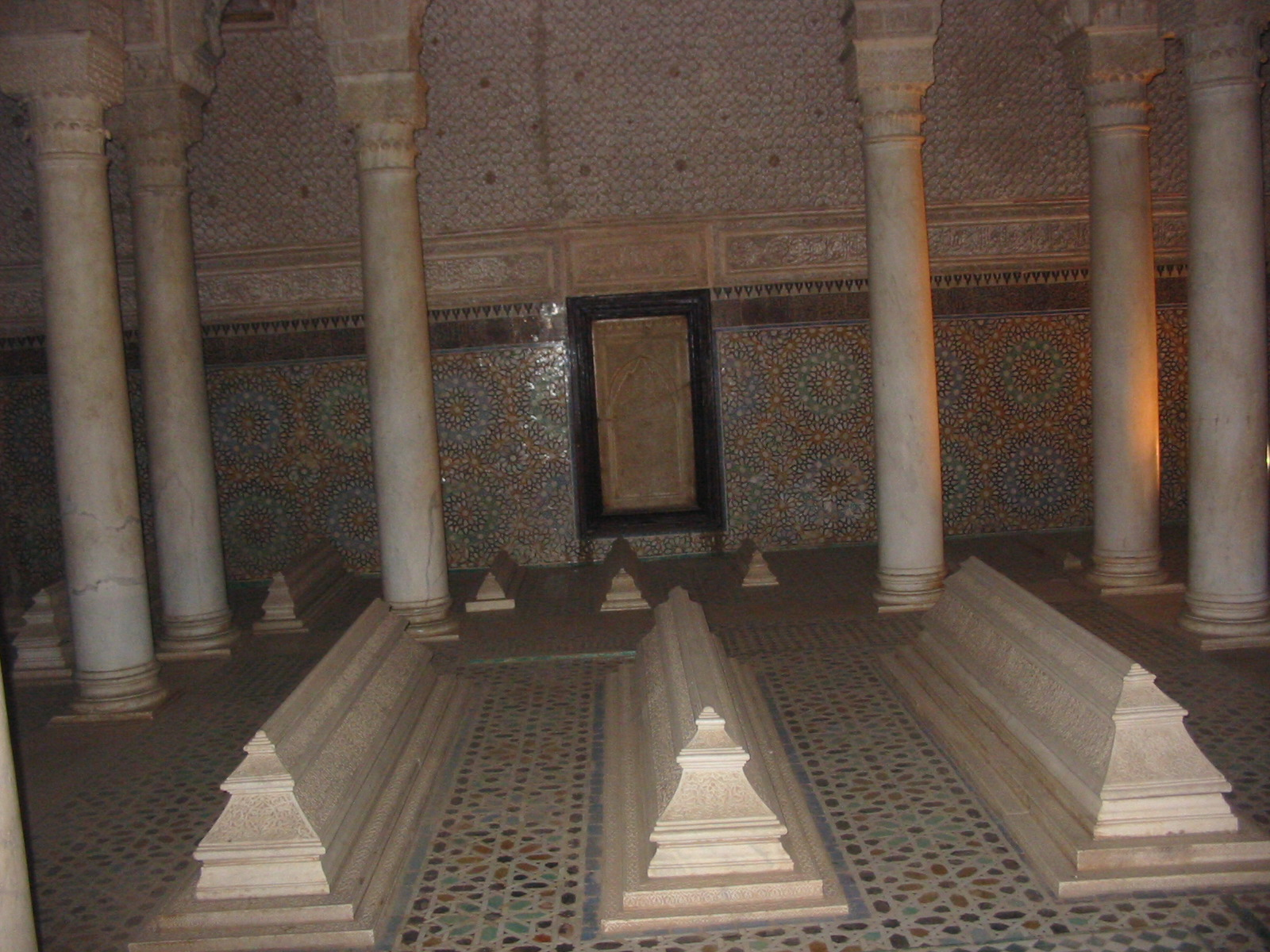
Tombe Sa'diane a Marrakesh.

Il fondatore della dinastia, Abu Abd Allah Muhammad al-Qa'im, disgustato dall'incapacità degli wattasidi di Fès di far fronte all'espansione portoghese, su iniziativa della confraternita mistica sufi della Shadhiliyya dichiarò il Jihād contro i Portoghesi nell'agosto 1511, con un tentativo d'assalto fallito contro la fortezza portoghese di Founti (Agadir),

### Battaglie contro l'impero portoghese
Nel 1541, Muhammad al-Shaykh, figlio di al-Qāʾim, riuscì a strappare Agadir ai Portoghesi, costringendoli ad evacuare anche le città di Azemmour e Safi.
Ma il gran finale si svolge il 4 agosto 1578, nei pressi di Ksar El Kebir (al-Qaṣr al-kabīr, o Alcazarquivir, "Il grande palazzo") nel nord del paese, quando il ventiquattrenne Sebastiano I, re del Portogallo, comandò una spedizione di 16.000 uomini per affrontare il sultano sa'diano Abū Marwān ʿAbd al-Malik I, a capo però di 50 000 uomini (battaglia di Alcazarquivir). Sebastiano ebbe un alleato nel precedente sultano del Marocco, Abū ʿAbd Allāh Muḥammad II al-Mutawakkil. La battaglia finì in un disastro per il portoghese e il suo alleato:
i loro eserciti furono sterminati, Sebastiano venne ucciso e Abū ʿAbd Allāh Muḥammad II al-Mutawakkil venne annegato nel Oued el Makhazen. Abu Marwan Abd al-Malik I non ebbe però la possibilità di assaporare la sua vittoria perché morì di malattia durante la battaglia. Questa battaglia, detta "battaglia dei tre re", causerà un paio di anni dopo, l'annessione del Portogallo da parte della Spagna.
Aḥmad al-Manṣūr al-Dhahabī, successore di ʿAbd al-Malik, portò la dinastia sa'diana al suo apogeo. Una spedizione vittoriosa contro l'impero africano dei Songhai, nel 1591, gli permise di arricchire la sua capitale con l'oro dell'impero conquistato.

### Declino
Il declino della dinastia iniziò dopo a morte di Ahmad al-Mansur, con l'inizio del regno di suo figlio Zaydan al-Nasir: il Marocco cadde gradualmente in uno stato di anarchia e guerra civile per il trono tra i membri della stessa famiglia, con i sultani sa'diani che iniziarono a perdere autorità.
La città di Salé divenne una repubblica indipendente di corsari. I signori della guerra strapparono molto territorio a Zaydan, come Ahmad ibn Abi Mahalli nel sud e Sidi al-Ayashi nel nord. Il fratello di Zaydan, Abū Fāris ʿAbd Allāh, controllava invece la città di Fès Gli spagnoli colsero l'occasione per conquistare le città di Larache (1610) e al-Maʿmūra.

### Ultimi sovrani
Gli ultimi membri della dinastia si ritrovarono a controllare la sola città di Marrakesh. Abū Bakr al-Shaʿbānī, capo della tribù araba di origini hilaliane degli Shabana che svolse servizi militari per i sa'diani, nel 1659 assassinò Aḥmad al-ʿAbbās, l'ultimo esponente della dinastia e prese il potere a Marrakesh. La città rimarrà sotto il controllo della tribù fino a quando non verrà conquistata nel 1669 da Mulay al-Rashid della dinastia alawide, che regna sul Marocco ancora oggi.
Le tombe sa'diane furono riscoperte nel 1917 e sono visitabili a Marrakesh.

## Primi membri della famiglia
- Zaydan
- Makhluf
- 'Ali
- Abd al-Rahman
- Muhammad

## Sovrani Sa'diani
Fino al 1554 solo nel Marocco meridionale:
- 1509-1517: Abu Abd Allah Muhammad al-Qa'im
- 1517-1540: Ahmad al-Araj
- 1540-1557: Muhammad al-Shaykh (regna su tutto il Marocco dopo 1554)
- 1557-1574: Abd Allah al-Ghalib
- 1574-1576: Abu Abd Allah Muhammad II al-Mutawakkil
- 1576-1578: Abu Marwan Abd al-Malik I
- 1578-1603: Ahmad al-Mansur al-Dahabi
- 1603-1608: Abu Faris Abd Allah (regnò solo in alcune parti del Marocco)

1603-1627 sovrani sa'diani con sede a Fès (solo con poteri locali)
- 1604-1613: Muhammad al-Shaykh al-Ma'mun
- 1613-1623: Abd Allah ibn al-Ma'mun
- 1623-1627: Abd al-Malik ibn Abd Allah
- 1627-1628: Ahmad ibn Zaydan

1603-1659 sovrani sa'diani con sede a Marrakesh
- 1603-1627: Zaydan al-Nasir
- 1627-1631: Abu Marwan Abd al-Malik II
- 1631-1636: al-Walid ibn Zaydan
- 1636-1654: Muhammad al-Shaykh al-Saghir
- 1654-1659: Ahmad al-Abbas

## Galleria d'immagini

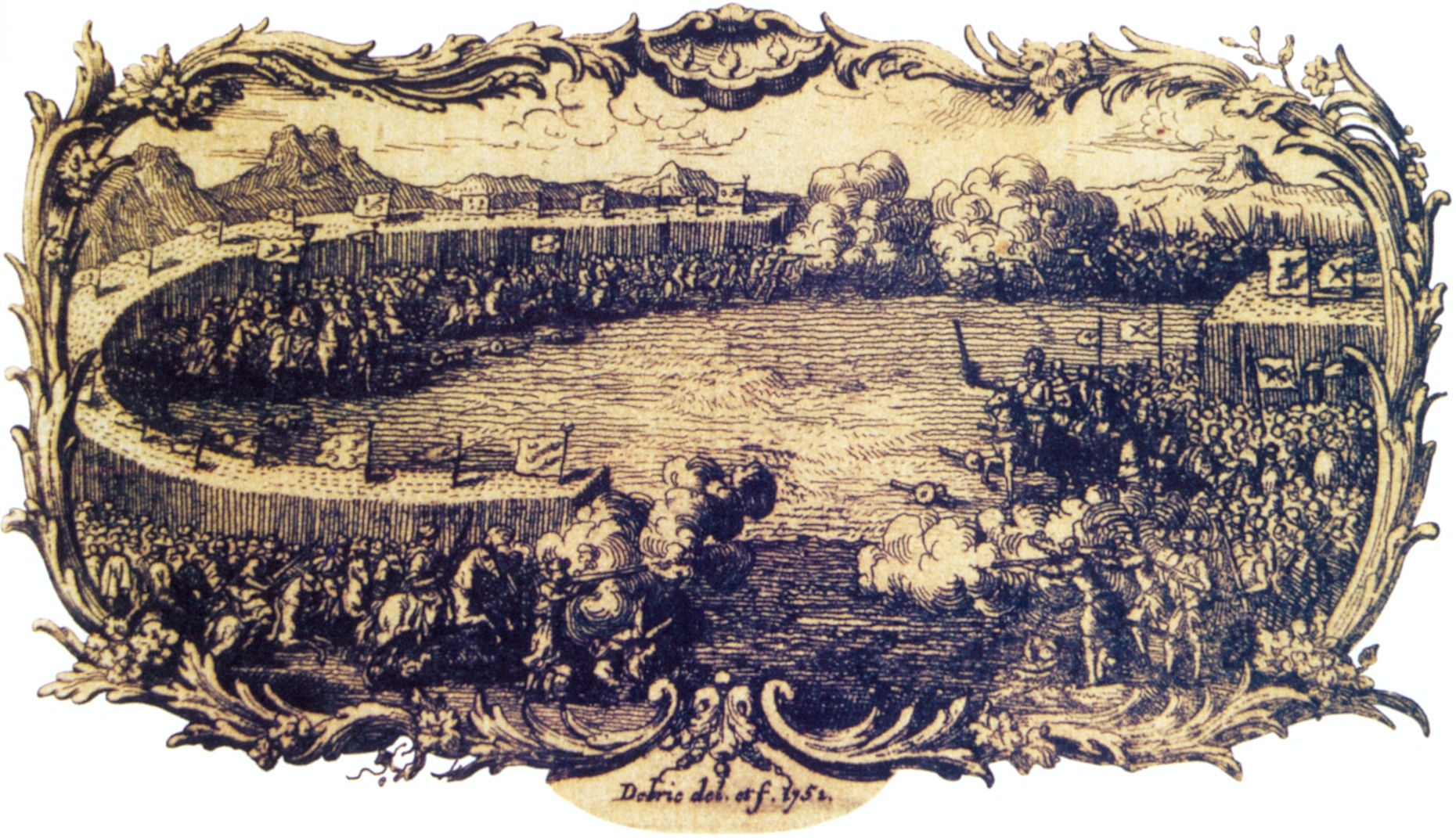
Battaglia di Alcazarquivir.
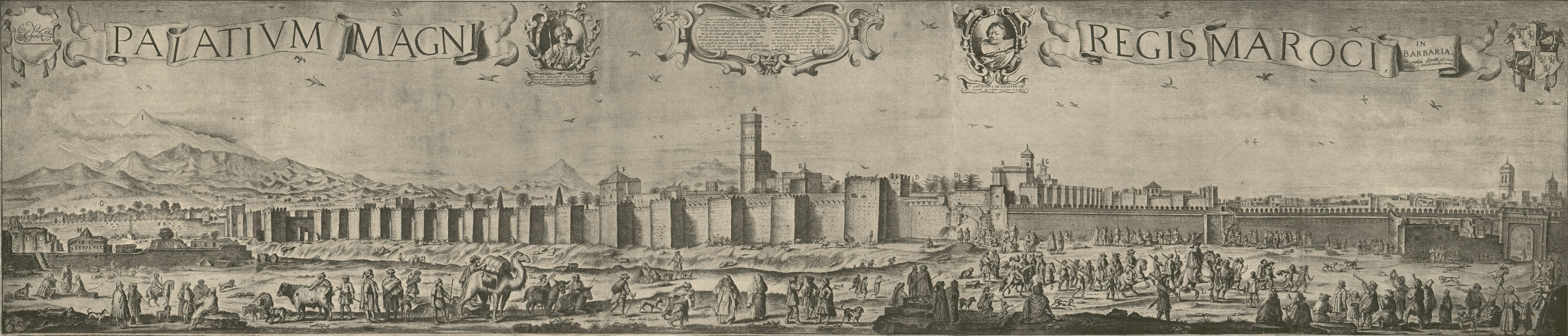
Marrakesh nel 1640.
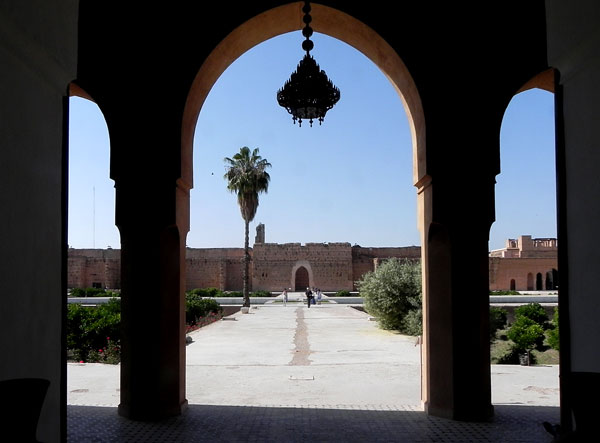
Entrata del palazzo El Badi di Marrakesh,  palazzo reale della dinastia, costruito dal sultano Ahmad al-Mansur.
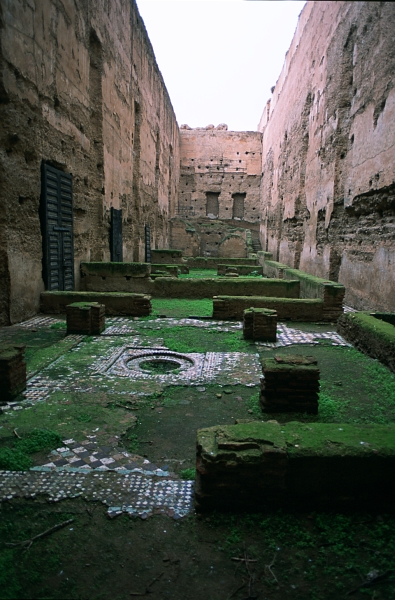
Rovine del palazzo El Badi, palazzo reale della dinastia.
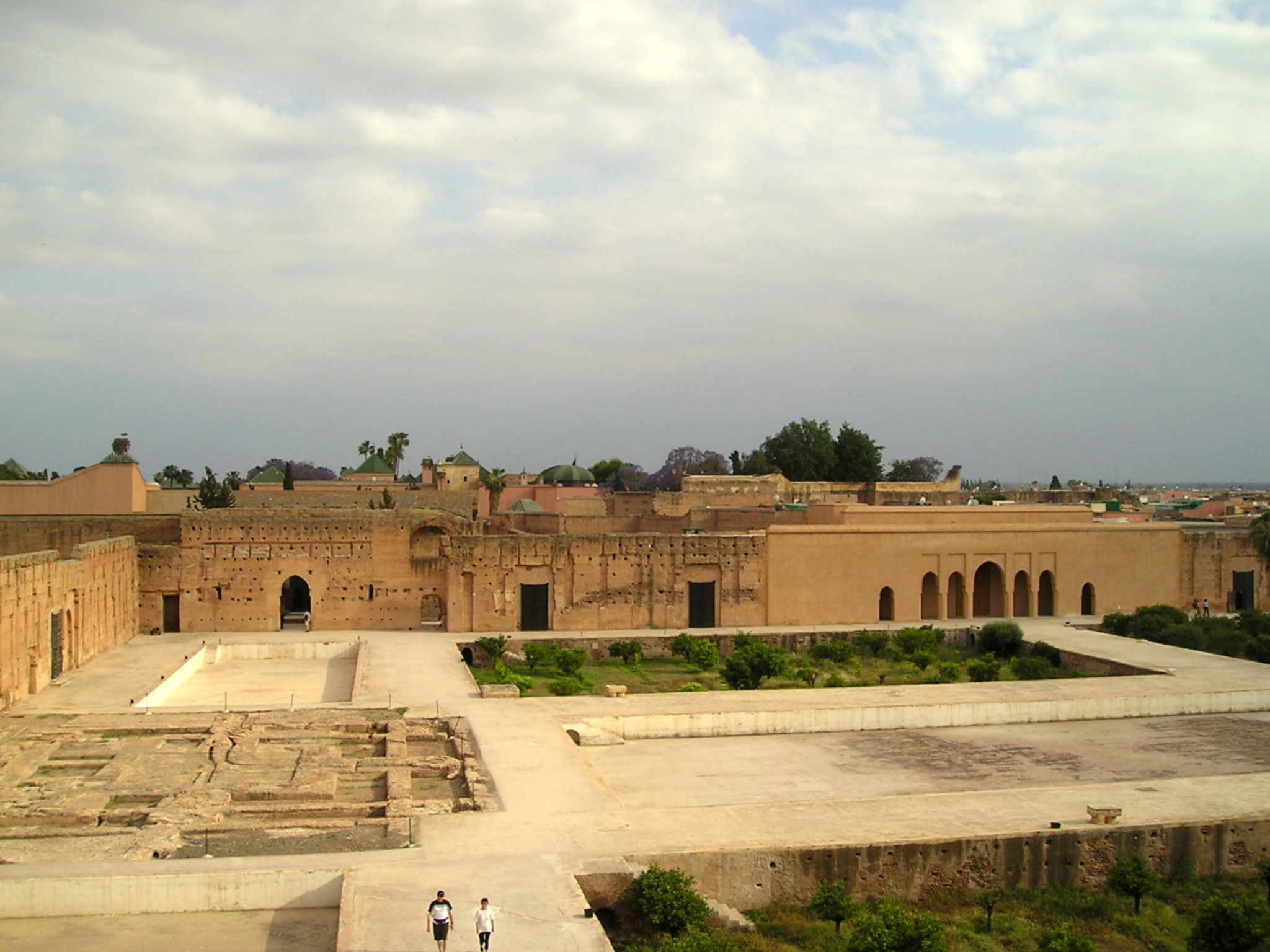
Rovine del palazzo El Badi.
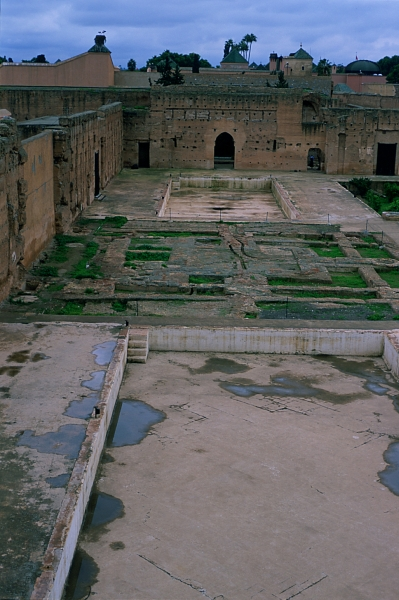
Rovine del palazzo El Badi.
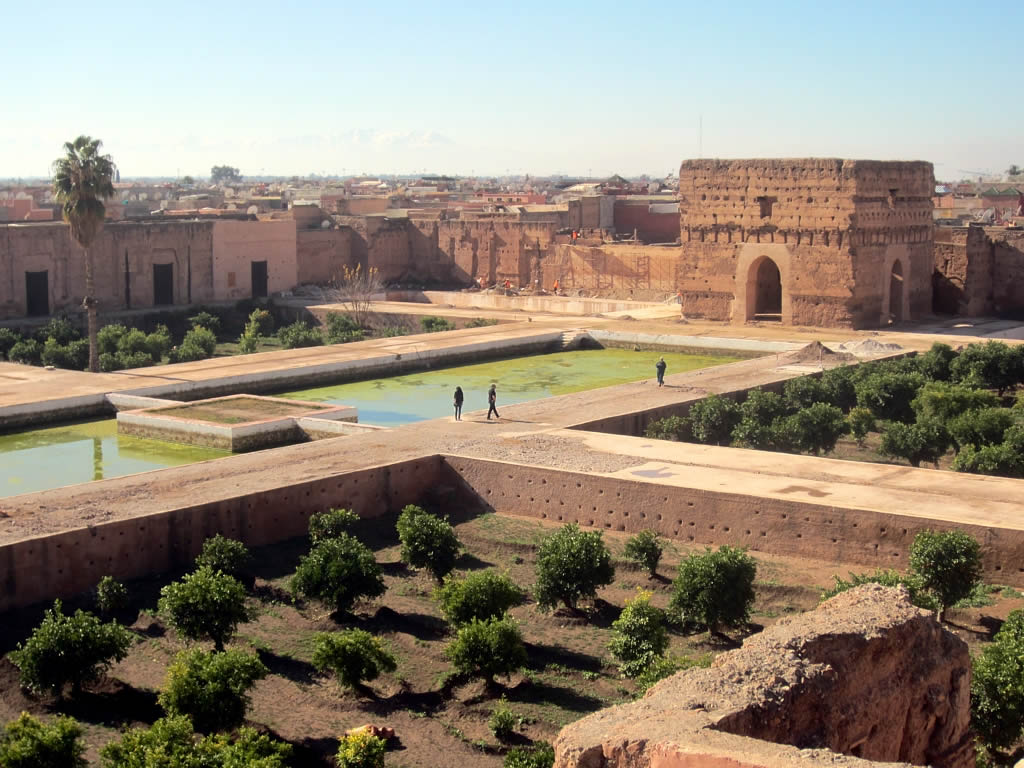
Rovine del palazzo El Badi.
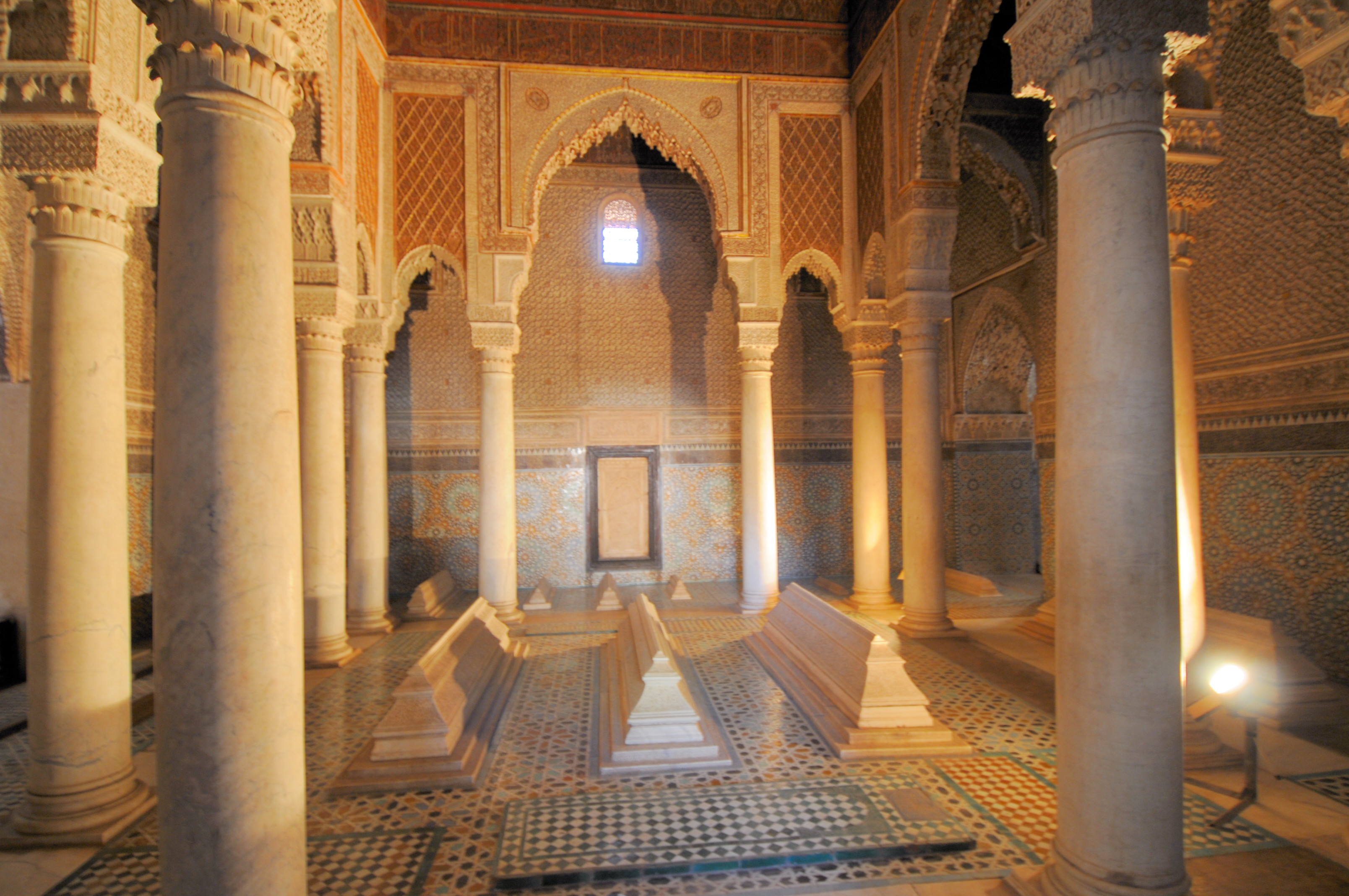
Tombe Sa'diane, Marrakesh, il mausoleo reale della dinastia
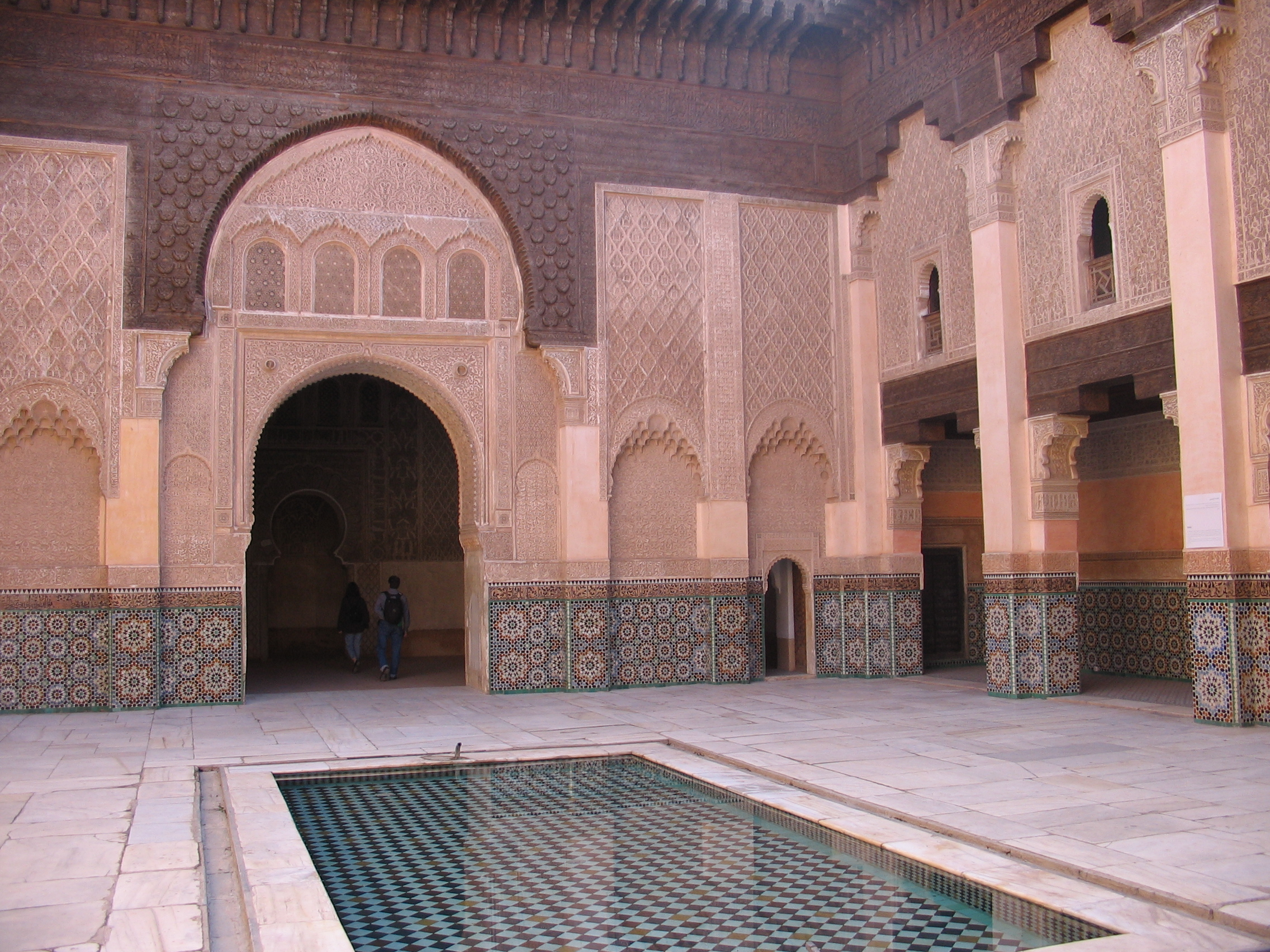
Cortile centrale della Madrasa ibn Yusuf, Marrakesh, costruita per volere del sultano Abd Allah al-Ghalib